# Myristica andamanica
Myristica andamanica är en tvåhjärtbladig växtart som beskrevs av Joseph Dalton Hooker. Myristica andamanica ingår i släktet Myristica och familjen Myristicaceae. Inga underarter finns listade i Catalogue of Life.